# Fieldville (Québec)
Pour les articles homonymes, voir Fieldville.
Fieldville est une ancienne municipalité du Québec (Canada), située dans la région de l'Outaouais. Ses premiers colons étaient majoritairement Irlandais. Dès 1899, on rapporte que la ville a été nommée en l'honneur de Thomas Field, un colon installé sur les lieux.
Elle est maintenant rattachée à la municipalité de Low.

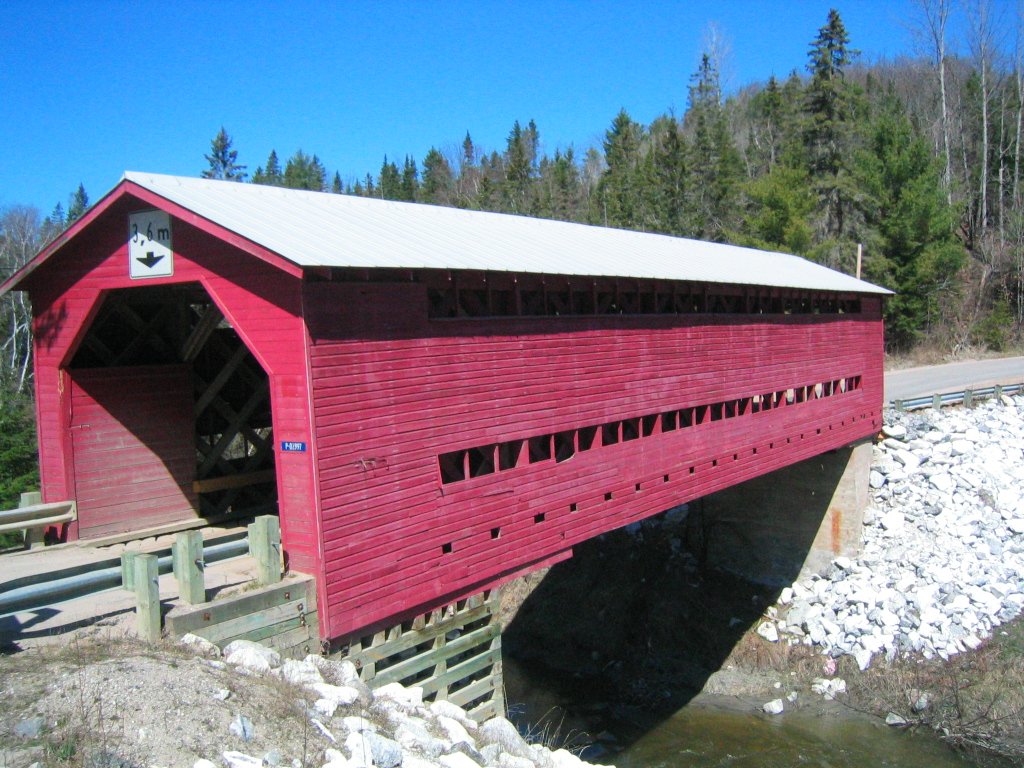
Pont Kelly à Low, au Québec

Le pont couvert Kelly situé dans le secteur Fieldville de Low y a été construit en 1923, mais il a brûlé en 2019 à la suite d'un incendie criminel .